# Boulevard René-Lévesque (Sherbrooke)
Pour les articles homonymes, voir Boulevard René-Lévesque, René Lévesque (homonymie) et Lévesque.
Le boulevard René-Lévesque est une voie d'orientation nord-sud de la ville de Sherbrooke. La circulation y est importante puisqu'il raccorde, conjugué à la route 220, l'arrondissement de Rock Forest, bassin résidentiel majeur de la ville, au pôle commercial qu'est le Carrefour de l'Estrie.

## Historique du nom
René Lévesque (né le 24 août 1922 à Campbellton, au Nouveau-Brunswick, mort le 1er novembre 1987 à Verdun, au Quebec) est un journaliste, animateur de radio et de télévision, député, ministre et chef politique canadien. Indépendantiste québécois, il fonde le Parti québécois en 1968 et exerce la fonction de premier ministre du Québec de 1976 à 1985.

## Histoire du développement du boulevard
Dès 1987, les conseils municipaux de Rock Forest et Saint-Élie-d'Orford se penchent sur la question de l'implantation d'un boulevard dans le secteur. Le nom donné à la voie à l'époque est « boulevard Marie-Victorin ». Des études sont effectuées, mais aucun projet ne se réalise. Ce n'est qu'après les fusions municipales que les problèmes de circulations du secteur Mi-Vallon ramènent le projet à l'ordre du jour.
Les études portant sur la planification et la circulation du boulevard débutent dès mars 2005 pour se terminer en juin 2010. Entre-temps, en septembre 2009, le projet reçoit l'aval du Ministère du Développement durable, de l'Environnement et des Parcs, qui lui accorde un certificat "Volet milieux humides". Le 15 mars 2012, les autorités municipales dévoilent de nouveaux faits sur le projet. On y apprend notamment que chacun des quatre carrefours giratoires sera doté de passages souterrains destinés aux piétons et cyclistes, que l'investissement nécessaire à la construction du boulevard sera de 37 M $ et que le trajet sélectionné rejoindra la route 112 à la hauteur de la rue du Haut-Bois.
La Ville de Sherbrooke inaugure le boulevard le jeudi 19 juillet 2018. Le total des coûts ne sera finalement que de 20 M $.